# Latvijas Sociāldemokrātiskā Strādnieku partija
Die Latvijas Sociāldemokrātiskā Strādnieku partija (LSDSP; deutsch Lettische Sozialdemokratische Arbeiterpartei) ist eine politische Partei in Lettland mit einer langen und einst erfolgreichen Geschichte. Im lettischen Parlament, der Saeima, ist sie derzeit, als Teil des Wahlbündnis Zaļo un Zemnieku savienība, vertreten.

## LSDSP bis 1906
Die LSDSP ist die älteste organisierte politische Partei in Lettland und hat ihre Wurzeln in den Arbeitervereinen der Neuen Strömung, die schon ab 1892 gegründet wurden, zu einer Zeit als Lettland noch Teil des Russischen Reiches war. Die frühe LSDSP hatte, nachdem sie am 20. Juni 1904 durch die Verschmelzung verschiedener sozialistischer Gruppen förmlich gegründet worden war, anfänglich sowohl nationalistische wie sozialistische Standpunkte und lehnte die Diktatur des Proletariats ab. Am 1. Juni 1904 hatten die Sozialdemokraten zusammen mit der radikaleren Lettischen Sozialdemokratischen Union eine gemeinsame Erklärung verabschiedet, in der sie die Selbstbestimmung und die Einführung des Lettischen als Amts- und Unterrichtssprache forderten. Auf dem heute lettischen Gebiet spielte die LSDSP während der Revolution von 1905 eine führende Rolle, mit dem Allgemeinen Jüdischen Arbeiterbund organisierte sie Streiks in Rīga.

## LSD 1906 bis 1918
Die Partei wurde eine unabhängige Regionalorganisation der russischen sozialdemokratischen Arbeiterpartei und wurde am 23. April 1906 in Sozialdemokratie von Lettland (Latvijas sociāldemokrātija; LSD) umbenannt und verfügte 1907 über 16.000 Mitglieder. Allerdings ging die Zahl der Mitglieder nach der Einführung des Kriegsrechts und der Massenverhaftungen nach der gescheiterten Revolution von 1905 stark zurück und sank bis auf 2000 Mitglieder im Jahr 1911. Mit der Industrialisierung ab etwa 1910 wuchs die Partei wieder, aber der Erste Weltkrieg brachte einen weiteren Niedergang bis auf 500 Mitglieder im Jahr 1916. Das Zentralkomitee der LSD geriet 1915 unter die Kontrolle der Bolschewiki. 1919 ging sie in der Lettischen kommunistischen Partei auf.

## LSDSP 1918 bis 1934
Die Menschewiki hingegen, die aus der Partei LSD ausgeschlossen worden waren, gründeten am 17. Juni 1918 erneut eine demokratische LSDSP.
Sobald Lettland unabhängig wurde, war die LSDSP neben der Lettischen Bauernvereinigung eine der zwei einflussreichsten Parteien. Die LSDSP hielt 57 der 150 Sitze in der verfassunggebenden Versammlung von 1920 (Satversmes Sapulce). Sie gewann in jeder der vier Parlamentswahlen dieser Zeit die meisten Sitze (1922: 31 von 100, 1925: 33, 1928: 26 und 1931: 21). Der Führer der LSDSP, Pauls Kalniņš, war von 1925 bis 1934 Sprecher des lettischen Parlaments. Die Partei befand sich dennoch oft in der Opposition, weil viele kleinere Parteien des rechten Flügels regierungsbildende Koalitionen eingingen, die üblicherweise von der Lettischen Bauernvereinigung angeführt wurden.
Nach dem Staatsstreich vom 15. Mai 1934 von Kārlis Ulmanis, wurde die LSDSP wie alle anderen Parteien verboten und blieb es nach der sowjetischen Besetzung 1940. Nachdem viele Letten ihr Heimatland während des Zweiten Weltkrieges verlassen hatten, wurde die Partei als „Exilorganisation“ wiederhergestellt, zunächst nur in Schweden, später auch in anderen westlichen Ländern.

## LSDSP heute
Nach der Wiederherstellung der lettischen Unabhängigkeit 1990, kehrte die LSDSP nach Lettland zurück. In den frühen 1990ern kämpfte sie mit inneren Spaltungen. Zeitweise gab es in Lettland drei sozialdemokratische Parteien, zwei davon Abkömmlinge der LSDSP, die dritte die reformierte Partei der ehemaligen Kommunistischen Partei Lettlands. Schließlich verbanden sich die Parteien unter dem Dach und Namen der LSDSP.
Die vereinigte Partei erfreute sich eines gewissen Erfolgs an den Parlamentswahlen 1998, sie gewann 14 von 100 Sitzen, und den Kommunalwahlen 2001, bei denen eines ihrer Mitglieder Gundars Bojārs zum Bürgermeister von Rīga gewählt wurde (bis 2005). In den Parlamentswahlen 2002 war die LSDSP weniger erfolgreich, sie gewann lediglich vier Prozent der Stimmen und scheiterte damit an der Fünf-Prozent-Hürde. Auch bei den Parlamentswahlen 2006 scheiterte die Partei mit 3,5 Prozent der Stimmen erneut an der Fünf-Prozent-Hürde.
Der Parteivorsitzende war lange Zeit (bis 2002 und 2005/2006) Juris Bojārs, der allerdings der lettischen Wahlgesetze und seiner früheren KGB-Mitgliedschaft wegen von Parlamentswahlen und der Übernahme politischer Ämter ausgeschlossen war. Ab 2006 war Jānis Dinevičs der Parteivorsitzende, ab 2010 Aivars Timofejevs. Bei den Wahlen 2010 trat die LSDSP als Teil des Wahlbündnisses Atbildība („Verantwortung“) an. Einziger Abgeordneter der Partei wurde jedoch Atis Lejiņš, der entgegen einem Parteibeschluss auf der Kandidatenliste Vienotība kandidiert hatte. Lejiņš wurde im Januar 2011 aus der Partei ausgeschlossen.
Seit 2022 gehört die Partei dem Wahlbündnis Zaļo un Zemnieku savienība an und trat mit diesem bei der Parlamentswahl 2022 an.